# توماس ألدر
توماس ألدر (بالألمانية: Thomas Alder)‏ هو ممثل ألماني، ولد في 1932 في ألمانيا، وتوفي في 6 مايو 1968 بميونخ في ألمانيا.

## وصلات خارجية
- توماس ألدر على موقع IMDb (الإنجليزية)
- توماس ألدر على موقع أول موفي (الإنجليزية)
- توماس ألدر على موقع قاعدة بيانات الأفلام السويدية (السويدية)
- توماس ألدر على موقع قاعدة بيانات الفيلم (الإنجليزية)